# Batalha de Meung-sur-Loire
A Batalha de Meung-sur-Loire, 15 de junho de 1429, foi uma das grandes vitórias obtidas por Joana D'Arc na Campanha do Loire, na fase final do prolongado conflito conhecido como Guerra dos Cem Anos. Esta campanha seguiu a libertação de Orléans pelas forças da Donzela.

## A Batalha
Meung-sur-Loire, pequena cidade situada sobre o rio Loire, tinha uma enorme importância estratégica para os franceses, era dominada pelos ingleses que controlavam várias pontes sobre o rio. As forças de Joana D'Arc necessitava imperiosamente dominar aquelas pontes, já que de outra forma a França estava dividida em duas (norte e sul) e o inimigo controlava os únicos meios de cruzar o país.
A poente de Meung-sur-Loire era o terceiro objetivo vital da campanha. Depois de Orléans e Jargeau, Joana decidiu recuperar a ponte de Meung-sur-Loire.